# Alloplasta tomentosa
Alloplasta tomentosa är en stekelart som först beskrevs av Johann Ludwig Christian Gravenhorst 1829.
Alloplasta tomentosa ingår i släktet Alloplasta och familjen brokparasitsteklar. Inga underarter finns listade i Catalogue of Life.